# Nathaniel Philbrick
Nathaniel Philbrick (nascido em 11 de junho de 1956) é um escritor estadunidense e membro da família literária Philbrick. Ele venceu o National Book Award de 2000 na categoria "não-ficção" com sua obra In the Heart of the Sea: The Tragedy of the Whaleship Essex, conhecida como No Coração do Mar no Brasil. Outro livro seu, Mayflower, foi finalista do Prêmio Pulitzer de História
Nathaniel nasceu em 11 de junho de 1956 em Boston, Massachusetts, filho de Marianne (Dennis) e Thomas Philbrick, um professor universitário inglês. Formou-se no colegial Taylor Allderdice em Pittsburgh, Pensilvânia, graduou-se em inglês pela Universidade Brown, e obteve seu mestrado em literatura estadunidense na Universidade Duke.
Nathaniel é casado com Melissa Douthart Philbrick, que é diretora executiva do Remain Nantucket. Eles têm um casal de filhos: Jennie e Ethan. Em 1986, mudou-se para Nantucket, também em Massachusetts,  onde mora até hoje, e é considerado uma autoridade na história da ilha.

## Adaptações para o cinema e a televisão
No Coração do Mar é a base para o filme da Warner Bros. de mesmo nome dirigido por Ron Howard e estrelado por Chris Hemsworth, Benjamin Walker, Ben Wishaw e Tom Holland, lançado em dezembro de 2015.
The Last Stand está sendo adaptada para uma série de televisão com um total de dez horas. Bunker Hill também será levado aos cinemas pela Warner Bros., com Ben Affleck na direção.